# Politique indienne du gouvernement américain
La politique indienne du gouvernement américain remonte à la naissance du pays, à la fin du XVIIIe siècle. En 1776, les Américains se déclarent indépendants de la Grande-Bretagne, une constitution est adoptée et des institutions sont mises en place rapidement. La nouvelle nation entretient des rapports complexes avec les Amérindiens, premiers habitants de cette partie du monde. Ces relations sont en contradiction avec les idéaux proclamés dans les textes fondateurs de la démocratie américaine. La conquête de l'Ouest au XIXe siècle pose le problème de l'appropriation des terres indiennes et du déclin démographique des autochtones.

## Histoire

### Indiens et guerre d'indépendance américaine
Dès avant la Déclaration d'Indépendance des États-Unis d'Amérique, le congrès continental avait mis en place une commission des affaires indiennes. Pendant la guerre d'indépendance contre la Grande-Bretagne, chaque camp a utilisé les guerriers amérindiens. Par exemple, les Anglais offraient une prime pour chaque scalp de colon américain.
Le premier traité signé entre le gouvernement américain et les tribus amérindiennes est celui de Fort Pitt, le 17 septembre 1778. Ce texte devait permettre aux troupes des insurgés américains de passer librement sur le territoire des Delawares. Ces derniers devaient fournir le ravitaillement des soldats et s'engager militairement contre la Grande-Bretagne. Cette politique n'était pas une nouveauté, car les Français et les Anglais avaient conclu des accords similaires pendant la Guerre de Sept Ans (1756-1763). Après la guerre, plusieurs terres indiennes sont distribuées aux vétérans américains. Les Indiens de l'est tentent de résister aux spoliations en se groupant en confédérations.
Les Américains proposent également la création d'un État cherokee et offrent des garanties d'inaliénabilité. Mais Washington n'a pas le pouvoir de faire respecter ces engagements par les colons qui empiètent sur les terres indiennes. Une grande partie des Amérindiens préfère quitter leur territoire d'origine pour s'établir plus à l'ouest.

### Premières décisions du gouvernement américain
En 1785, le Congrès adopte la Land Ordinance qui découpe les terres de l'ouest en damier ; cette décision ouvre les nouveaux territoires à la colonisation. Deux ans plus tard, les Northwest Ordinance créent un territoire au nord-ouest de la rivière Ohio sur lequel sont installés des Indiens. Le Congrès tente d'encadrer l'appropriation de ces terres.
George Washington dirigea l'exécutif américain jusqu'en 1797. Avec son ministre de la Guerre Henry Knox, il rejeta toute velléité d'extermination des Indiens. Les deux hommes voulaient que ces derniers se développent selon les critères occidentaux ; ils élaborèrent un ensemble de réglementations sur l'achat des terres, le commerce, la justice et l'éducation. Ces recommandations visant à protéger les indigènes ont « servi de schéma directeur à la politique indienne des États-Unis pour les deux siècles à venir ». Cependant, Washington se montre ferme quant aux attaques contre les colons. Il négocia plusieurs traités, dont celui de New York signé avec les Creeks : celui-ci stipule que tout Américain désirant entrer dans le territoire creek doit présenter une autorisation. Il prévoit également la distribution d'outils agricoles, d'aides financières et de bétail pour que la communauté prospère. Cependant, les Géorgiens ne respectent pas ces dispositions et réactivent les raids indiens.
Thomas Jefferson (1801-1809) propose le transfert de populations indiennes à l’ouest, sur les territoires vendus par la France : la plupart des tribus refusent, sauf celles des Chickamaugas qui sont déplacés au nord-ouest de l’Arkansas.
Un Bureau des affaires indiennes est créé en 1826 : depuis lors le problème indien n'est plus traité par le ministère de la Guerre.

### Durcissement de la politique indienne
- Présidence d'Andrew Jackson (1829 / 1837) : En 1830, l'Indian Removal Act inaugure la politique de déplacement des populations indiennes toujours plus vers l'Ouest : le président de l'époque, Andrew Jackson, fait voter une loi déportant les Indiens vivant à l'Est du Mississippi à l'Ouest de ce fleuve, principalement en Oklahoma, afin d'exploiter l'or situé sur leurs territoires, dans l'Ohio et installer les migrants venus d'Europe.

Les Choctaw sont les premiers déplacés (1830-1833). Les Creeks décident de résister, mais ils sont finalement abattus : ils doivent s'exiler ou subir la répression. Certains Creeks rejoignent les rangs de l’armée américaine.

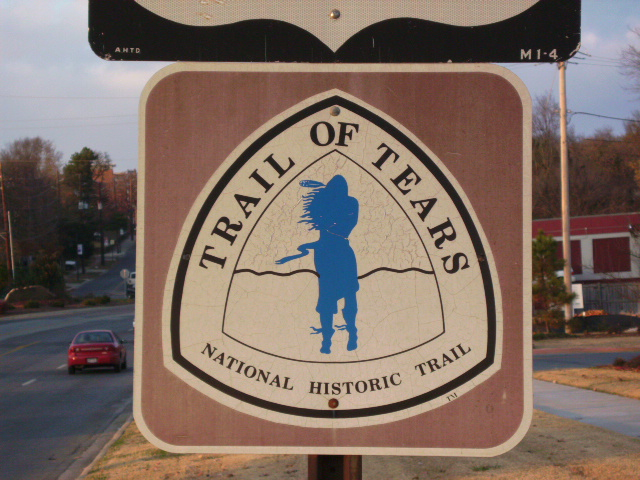
Panneau indicateur de la piste des Larmes à Fayetteville, Arkansas.

La loi pour l'exil des cinq nations est déclarée anticonstitutionnelle par la Cour suprême et entraîne des guerres avec les Cherokees jusqu'en 1838. L'État de Géorgie met en place des lois répressives et met en vente les terres indiennes en 1834. Les Cherokees sont déportés d'abord en Arkansas puis en Oklahoma : cet épisode est connu comme celui de la Piste des Larmes en 1838-1839, car le traitement réservé aux Cherokees a soulevé une réelle indignation dans une partie de l’opinion américaine. 
Les Chicachas n’ont pas autant résisté que les Cherokees ; ils sont déplacés en 1837-1838 en Oklahoma. Quant aux Séminoles, ils ont longtemps résisté et se sont battus. Les survivants ont dû partir aussi pour l'Oklahoma. 
Jusqu'en 1850, 100 000 Indiens sont déportés. 
- Destinée manifeste : Les Indiens, dont les concepts de propriété terrienne sont aux antipodes de la nation en expansion, représentent un obstacle aux buts de la Manifest Destiny. Ils doivent se laisser civiliser et entrer dans le mode de vie américain. Cette assimilation suit différentes voies : certains partisans de la Destinée Manifeste veulent imposer par la force le modèle américain. Pour eux, les indigènes qui refusent la civilisation doivent disparaître par des moyens violents : mise sous tutelle dans des réserves, tactique de la terre brûlée, guerres, répressions. Des généraux tels que Philip Sheridan ou William Tecumseh Sherman étaient favorables au massacre des Amérindiens. Mais « ce sentiment n'est pas partagé par le gouvernement fédéral, par l'ensemble des officiers et par l'opinion publique de l'Est »[7]. D'autres souhaitent en effet que l'acculturation se fasse sans violence, par la négociation, l'éducation et l'évangélisation. Certains philanthropes, journalistes et ethnologues militent pour le respect des Amérindiens et pour l'arrêt des massacres, après la Guerre de Sécession.

### La politique indienne auXXesiècle
Au début du XXe siècle, le gouvernement américain prend conscience de l’inégalité et du racisme qui affectent la minorité indienne. La citoyenneté est accordée en 1924 (Indian Citizenship Act), pour la reconnaissance de l'effort de guerre des Cheyennes et des Iroquois en particulier. Le rapport Meriam, publié en 1928, fait état d'une situation dramatique pour les Amérindiens (pauvreté, exclusion) : il réveille l'intérêt du gouvernement qui souhaite un « Indian New Deal » (en référence au New Deal). En 1934, l'Indian Reorganization Act, appelé aussi loi Wheeler-Howard, donne une plus large autonomie politique et économique aux Indiens. En 1944 est institué le National Congress of American Indians, destiné à soutenir leurs intérêts. Toutes ces dispositions permettent aux Indiens de récupérer un million d’hectares. Après la Seconde Guerre mondiale, l'Indian Termination Policy doit favoriser l’installation des Indiens en ville et achever leur assimilation. Mais elle est rapidement abandonnée devant ses échecs.
En 1962, la commission des revendications indiennes (Indian Claims commission) doit verser près de quatre millions de dollars aux descendants des Creeks spoliés en 1814.
En 1968 est institué un Conseil National qui coordonne les aides financières. Le mouvement indien américain (American Indian Movement) est créé la même année, à Minneapolis. Le « Pouvoir rouge » s'organise et cherche à se faire entendre en organisant des manifestations : en 1969, des Indiens occupent le site d'Alcatraz à San Francisco ; en 1972, ils prennent le Bureau des Affaires indiennes ; en 1973, ils investissent celui de Wounded Knee. En 1975, l'Indian Self-Determination and Education Act réaffirme la souveraineté du conseil tribal. En 1977 est institué un Secrétaire aux Affaires indiennes, qui fut longtemps un Black Feet, Forrest Gerard. En 1978, l'American Indian Religion Freedom Act complète les droits obtenus en offrant la garantie de la liberté de culte pour les Indiens d'Amérique.
En 1990, la loi sur la protection et le rapatriement des tombes des natifs américains fut votée.

## Problématiques actuelles
- En 1996, plus de 300 000 Indiens avec leurs avocats poursuivent le gouvernement fédéral pour spoliation[10].
- En août 2001, le président George W. Bush honore la mémoire des 402 Navajos ayant participé à l'effort de guerre en 1939-1945[11].

#### Droit international
- Anthropologie juridique
- Peuple autochtone, Droit des peuples autochtones (Déclaration des Nations unies sur les droits des peuples autochtones)
- Terra nullius, Doctrine de la découverte, Colonialisme, Colonisation, Décolonisation, Droit des peuples à disposer d'eux-mêmes

#### Bulles pontificales
- Dum Diversas (1452), Romanus pontifex (1455), Aeterni regis (1481), Dudum siquidem (1493), Inter caetera (1493)

#### Études théoriques
- Études postcoloniales, Études décoloniales